# 다윗의 탑

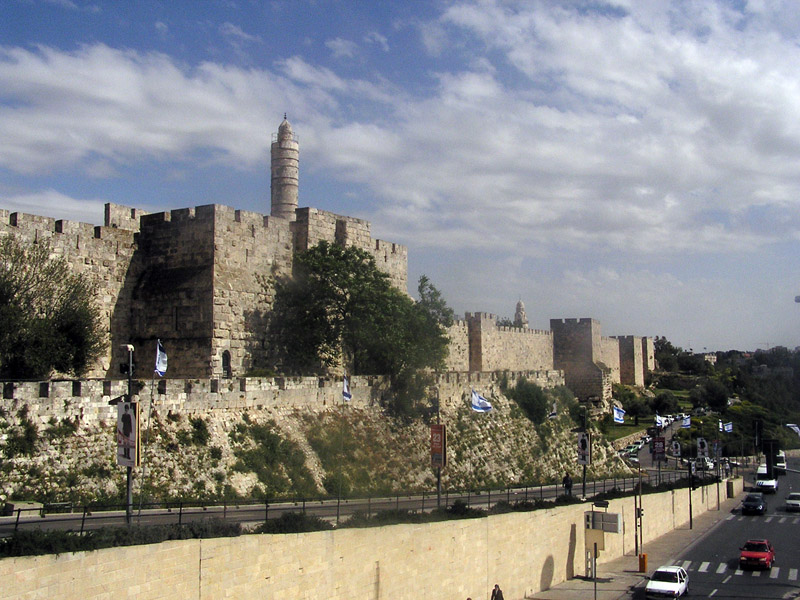
다윗의 탑

다윗의 탑(히브리어: מגדל דוד)은 예루살렘에 있는 탑이다. 예루살렘 구시가지로 통하는 자파 문 입구 근처에 위치한 고대 성채이다.
오늘날 서 있는 성채는 맘루크와 오스만 시대로 거슬러 올라간다. 십자군이 성지에 주둔한 지난 수십 년 동안 무슬림의 적들에 의해 반복적으로 파괴된 후 하스모니안, 헤롯 왕조, 비잔틴 및 초기 이슬람 시대의 일련의 초기 고대 요새 부지에 건설되었다. 그것은 첫 번째 사원 시대로 거슬러 올라가는 채석장을 포함하여 2,500년 이상 거슬러 올라가는 중요한 고고학적 발견물을 포함하고 있으며 자선 행사, 공예 쇼, 콘서트 및 음향 및 조명 공연을 위한 인기 있는 장소이다.
이스라엘 고고학자 단 바하트(Dan Bahat)는 도시의 이 지역에 서 있던 원래 세 개의 하스모니안 탑이 헤롯에 의해 변경되었으며 "북동쪽 탑은 "다윗의 탑"이라고 불리는 훨씬 더 크고 더 육중한 탑으로 대체되었다고 기록한다. 기원 5세기부터 시작되었다." "다윗의 탑"이라는 이름은 19세기에 성채 북동쪽에 있는 헤롯왕의 탑에서 성채 반대편에 있는 17세기 첨탑으로 옮겨왔고, 1967년 이후에는 성채 전체에 공식적으로 채택되었다.